# خشم (فیلم ۱۹۸۱)
خشم (به هندی: Krodhi) یا خشمگین فیلمی محصول سال ۱۹۸۱ و به کارگردانی سوبهاش گای است. در این فیلم بازیگرانی همچون درمندرا، شاشی کاپور، زینت امان، هما مالینی، پریم نات، پران، ساچین، رانجیت، آمریش پوری، موشومی چاترجی، بهارات بوشان، ای. کی. هانگال، افتخار ایفای نقش کرده‌اند.

## خلاصه داستان
ویکرام مرد رنج کشیده ای است که مصائب و سختی های روزگار از وی یک انسان سنگدل ساخته و او اکنون رئیس یک گروه گانگستری است که با علامت V شناخته می‌شود.نیروهای پلیس به سرکردگی بازرس کومار ساهنی مخفیگاه ویکرام و افرادش را یافته و پس از یک حمله همه جانبه، باند او را متلاشی میکنند و خود ویکرام هم میگریزد و به یک دهکده پناه می‌برد.ویکرام برای نجات خودش هویتش را تغییر داده و وانمود میکند که یک راهب است.آرام آرام مردم دهکده مرید و پیرو او میشوند ولی شناخته شدن ویکرام توسط جاگیرا، راهزن بدنام دهکده دوباره ویکرام را گرفتار دردسر میکند و...